# Bukovca
Bukovca – wieś w Słowenii, w gminie Laško. W 2018 roku liczyła 26 mieszkańców.